# Saint-Pierre-Laval
 Saint-Pierre-Laval  là một xã ở tỉnh Allier thuộc miền trung nước Pháp.